# Acanthopathes thyoides
Acanthopathes thyoides är en korallart som först beskrevs av Pourtalès 1880.  Acanthopathes thyoides ingår i släktet Acanthopathes och familjen Aphanipathidae. Inga underarter finns listade i Catalogue of Life.